# Готро, Виржини
Виржини Готро (фр.  Virginie Amélie Avegno Gautreau; 29 января 1859 — 25 июля 1915) — французская красавица американского происхождения, дама полусвета, звезда прекрасной эпохи, модель знаменитых художников.

## Биография
Родилась 29 января 1859 года в Новом Орлеане, США. Происходила из креольской семьи, дочь плантатора итальянского происхождения, убитого во время гражданской войны в сражении при Шайло (1862). В 1867 вместе с матерью, по происхождению француженкой, приехала в Париж, обе быстро поднялись по социальной лестнице. Виржини вышла замуж за парижского банкира Пьера Готро, вела бурную любовную жизнь.
Была моделью знаменитого портрета Джона Сарджента. Картина вызвала скандал в обществе, из-за которого красавица была вынуждена временно расстаться со светской жизнью, а художник — переехать в Великобританию и затем в США. Впоследствии мадам Готро позировала Антонио де ла Гандара и предпочитала этот свой портрет.
Биография Виржини Готро и её отношения с Джоном Сарджентом стали сюжетом нескольких романов. Книга Деборы Дэвис легла в основу балета Кристофера Уилдона «Без бретельки» (Королевский балет, 2016). Партию главной героини исполнила балерина Наталья Осипова.
Умерла 25 июля 1915 года в Каннах, Франция. Похоронена в семейном склепе в Сен-Мало, Бретань.
- Портреты Виржини Готро
- Работы Сарджента, 1884
- Работы Антонио де ла Гандара, 1898